# صراع العروش (الموسم 3)
دأ عَرض الموسم الثالث من المسلسل الملحمي صراع العروش على قناة HBO في 31 مارس 2013 واستمرّ حتى 9 يونيو 2013، وهوَ مبنيّ على النصف الأول من الرواية الثالثة من سلسلة أغنية الجليد والنار لمؤلفها جورج آر. آر مارتن.

## ملخص الأحداث
بعد انتصار آل لانستر في معركة «بلاك ووتر» يهتم تايوين الآن بأمور الحكم والمملكة. حيث يتحالفون مع آل (تيريل)، ويقرر (تايوين) تزويج (تيرون) بـ(سانسا) و(سيرسي) بـ(لورانس) ومن المفترض أن يتزوج أيضاً (جوفري) بـ(مارجري تيريل). ويحاول (جايمي) العودة للعاصمة برفقة (بريان) التي تريد استبدال سجينها بكل من (سانسا) و(آريا)، وأثناء طريق عودتهما تحصل لهم الكثير من المشاكل من بينها قطع يد جيمي.
أما (روب ستارك) وجيشيه يُهزمون في المعارك مرة وينتصرون مرّة، وأصبح الجميع على علم أن (روب) نكث عهده وتزوج من الممرضة (تاليسا). وما زال أيضاً منزعجاً من أمه بسبب تحرير (جايمي)، وقد وصلهم نبأ وفاة جدّه من أمه وأن (ثيون) هاجم وينترفيل وقتل أخوانه الصغار، ثُمّ يقتل (روب) ووالدته وجيشه. كلّ من (بران) و(ريكون) على قيد الحياة ويتوجهون شمالاً مع (هودور) و(أوشا) و(جوجن) للقلعة السوداء. أما (ثيون) فإنه يُعذّبُ اشد العذاب على يد (رامسي بالتون) ويقطع عضوه الذكري ويرسله بصندوق إلى أخته، فتجمع أخته جيشاً للذهاب وتحرير (ثيون) الذي يعتقد أن اسمه (ريك). (آريا ستارك) وبعد هروبها من قلعة هورنهول تلتقي بـ(ساندور كليغان) وتُسافر مُحتجزةً عنده لإيصالها إلى عائلتها وكسب الجائزة الموضوعة لأجلها. (وسانسا) تبقى محتجزة في كينغ لاندينغ لدى آل (لانستر).
(ستانيس براثيون) وبعد هزيمته في المعركة، يسجن مستشاره (دافوس) لمحاولته قتل (ميليساندر) التي لا تزال تعتقد أن إله النور لن يخذلها وستساعد (ستانيس) للحصول على العرش. فتجلب معها نَغلَ الملك الراحل فتلقي عليه سحراً ثم تسجنه، وعند سماعهم بمقل (روب ستارك) يفرحون لاعتقادهم أن إله النور من فعل هذا.
في الجدار وما وراءه (جون سنو) ينضم إلى الهمج مُتخفيّاً ولكنه يعود للحرس الليلي، و(سام) بعد ذهابة لأحد الأكواخ الحليفة يعود ومعه امرأه وطفلها ويقبل القائد بقائها في القلعة السوداء.
في القارة الشرقية، تشتري أم التنانين جنوداً وتحررهم من عبوديّتهم. وتتوجه إلى مدينة (يونكاي) حيث تستقر بحُكمها هناك.

## الإنتاج
أعلنت HBO تجديدها المسلسل لموسم ثالث، وكان من المتوقع ذلك إثر النجاح الذي حازه منذ بداية بثّه في 2011. وحلقات الموسم الثالث أطول من المواسم السابقة حيث أصبحت ما بين 54 إلى 57 دقيقة بعد أن كانت 52 دقيقة وحسب.

### طاقم عمل ما خلف الأضواء
الموسم الثالث مبنيّ على النصف الأول من رواية عاصفة السيوف، وقد ذكر بينوف سابقاً أنه سيتم تقسيم هذه الرواية بسبب طولها. وقد أشار المُنتجان بينوف ووايز أن ما يُميز السلسلة أنهم يستطيعون تكييفها على الشاشة ككتاب واحد وليس كمجموعة كُتُبٍ فرديّة مما يسمح لهم بالانتقال بسهولة كيفما شاؤوا بين سلسلة الكُتب ونقلها إلى التلفاز. وقد شَهِد الموسم استخداماً كبيراً للغة الفاليري حيثُ اهتم ديفيد بيترسون بتطوير واستحداث لغة جديدة كليّاً لتكون بمثابة اللغة الفاليرية، بُنيت هذه اللغات على أساس كلمات قليلة وردت في سلسلة الروايات.
قام كل من بينوف ووايز بكتابة 7 حلقات في الموسم، وكالمعتاد كتب جورج مارتن حلقةً واحدَة. أما البقيّة فقد قامت فانيسا تيلور بكتابة حلقة وبريان كوغمان حلقةً أخرى. وقام كلٌ من دانيال منهل وديفيد نتر واليكس غريفز وميشيل ماكلارين بإخراج حلقتين.

### التصوير
بدأ التصوير في يوليو 2012، واستمرّ حتى 24 توفمبر. وشملت مواقع التصوير الجديدة في آيسلندا بمدينة أكوريري وبحيرة ميفاتن. وقد كَسر كيت هارينغتون كاحله أثناء التصوير مما أدّى لتأخر التصوير قليلاً. وقد صورت كذلك المشاهد في استيديوهات بلفاست كالمعتاد وعادوا أيضاً لمدينة وفنيك الكرواتية. كما تم التصوير في مدينة الصويرة المغربية لتكون بمثابة مدينة أسطابور في المسلسل و مدينة ورزازات لتكون النصف التاني من مدينة اسطابور ومدينة يونكاي والتي تم تصويرها بالكامل في ورزازات. وقد صُوّرت مشاهد الصراع مع الدب في لوس أنجلوس.

## طاقم العمل

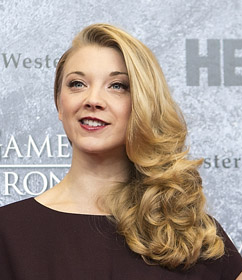
ناتالي دورمر (مارغري تيريل)

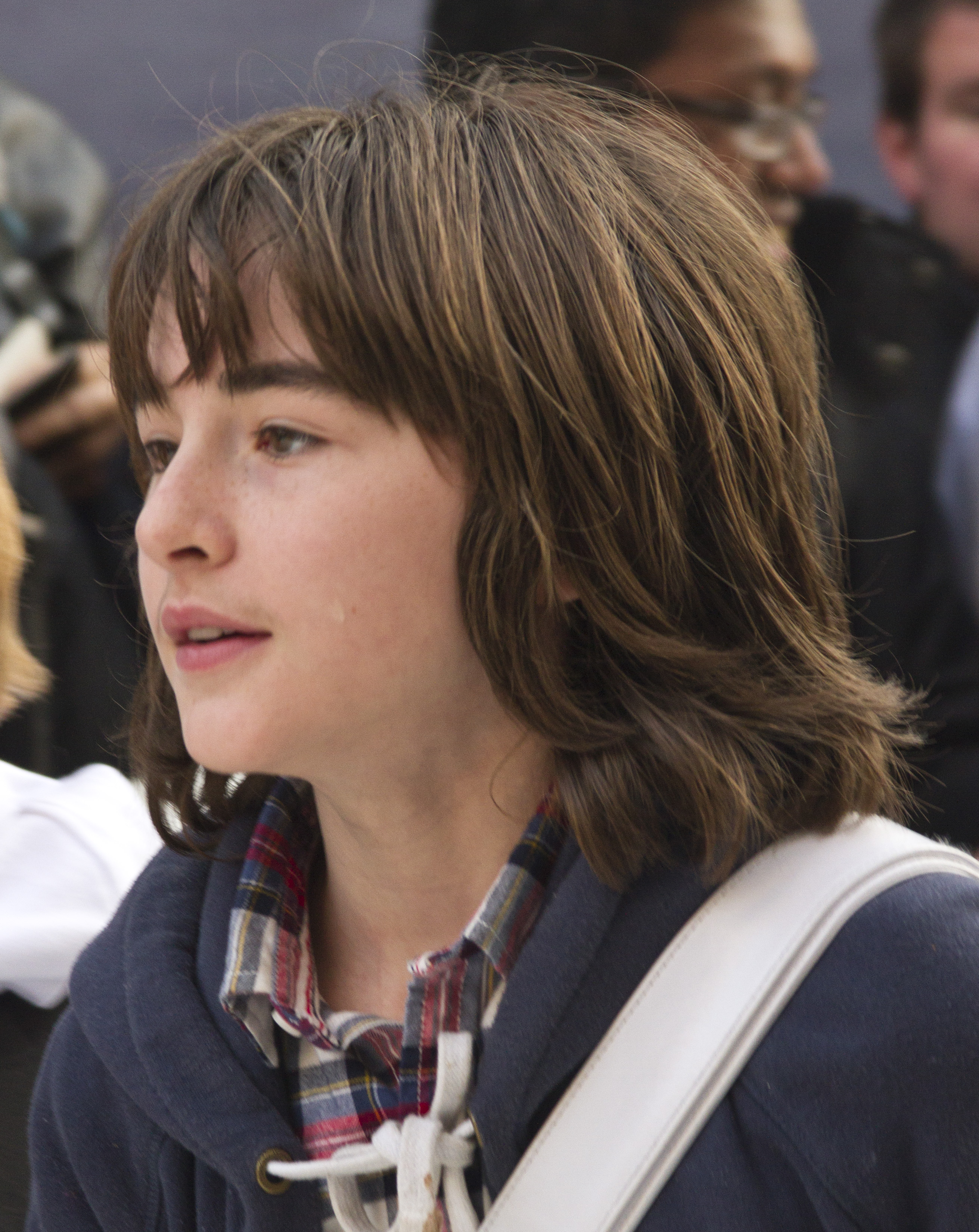
ايزاك هيمبستيد رايت(بران ستارك)

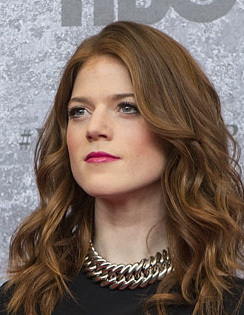
روز ليزلي
(يغريت)

### شخصيات رئيسية
- بيتر دنكليج بدور تايرون لانستر (9 حلقات).
- نيكولاي والداو بدور جيمي لانستر (7 حلقات).
- لينا هيدي بدور الملكة سيرسي لانستر (8 حلقات).
- تشارلز دانس بدور تايوين لانستر (8 حلقات).
- جاك غليسون بدور جوفري براثيون/لانستر (7 حلقات).
- ناتالي دورمر بدور مارجري تايريل (6 حلقات).
- ايزاك هيمبستيد رايت بدور بران ستارك (6 حلقات).
- صوفي تارنر بدور سانسا ستارك (8 حلقات).
- مايسي ويليامز بدور أريا ستارك (9 حلقات).
- ميشيل فيرلي بدور السيدة كاتلين ستارك (8 حلقات).
- ريتشارد مادن بدور روب ستارك (7 حلقات).
- كيت هارينغتون بدور جون سنو (8 حلقات).
- إميليا كلارك بدور الأميرة دينريس تارغاريان (8 حلقات).
- روز ليزلي بدور يغريت (8 حلقات).
- إيان غلين بدور جوراه مورمنت (8 حلقات).
- إيدن غلين بدور لورد باليش/ ليتل فينغر/ الخنصر (4 حلقات).
- ليام كانغهام بدور دافوس سيروس (4 حلقات).
- ستيفن ديلان بدور ستانس براثيون (5 حلقات).
- كارس فان هوتين بدور ميليساندر (6 حلقات).
- ألفي آلن بدور ثيون جريجوي (6 حلقات).
- جون برادلي بدور سام تارلي (8 حلقات).
- أونا تشابلن بدور تاليسا (6 حلقات).
- سيبل كيكلي بدور شاي (6 حلقات).
- روري ماكان بدور «الكلب» ساندور كليغان (8 حلقات).
- كونليث هيل بدور اللورد فاريس (5 حلقات).

### الأدوار الثانوية
| - بيتر فوغان في دور مايستر إيمون. - بن كرومبتون في دور إديسون توليت. - جوزيف ألتين في دور بايبر. - مارك ستانلي في دور غرين. - لوك بارنز في دور راست. - بيرن غورمان في دور كارل تانر. - ويل أوكونيل في دور تودير. - كيران هايندز في دور مانس رايدر. - كريستوفر هيفجو في دور تورموند جيانتسبان. - إدوارد دوجلياني في دور لورد أوف بونز. - إيان وايت في دور دونغو. - ماكنزي كروك في دور أوريل سكينشر. - روبرت بوغ في دور كوستر. - هانا موراي في دور غيلي. - روس مولان في دور وايت واكر. - جوليان غلوفر بدور المايستر بايسل. - ديانا ريج بدور أولينا تايرل. - فين جون بدور لوراس تايرل. - إيان بيتي بدور ميرين ترانت. - دانيال بورتمان بدور بودريك باين. - بول بنتلي الكاهن الأعظم. - ويل تيودور بدور أوليفار. - إسميه بيانكو بدور روز. - جوزفين جيلان بدور ماري. - بكسي لو نوت بدور كايلا. - باتريك مالاهيد بدور بالون غريجوي. - جيما ويلان بدور يارا غريجوي. - تارا فيتزجيرالد سيليس فلورنت - كيري انغرام كما شيرين باراثيون - لوسيان مساماتي كما سالادهور سان | - الفن باركنسون في دور ريكون ستارك. - توماس سانغستر في دور جوجين ريد. - إيلي كندريك في دور ميرا ريد. - إيوان ريون في دور رامزي سنو. - شارلوت هوب في دور ميراندا. - كريستيان نيرن في دور هودور. - ناتاليا تينا في دور أوشا. - توبياس منزيز بدور إدمور تالي. - كليف راسل بدور بريندن تالي. - ديفيد برادلي بدور والدر فراي. - توم بروك بدور ليم لوثار فراي. - تيم بلستر بدور بلاك والدر ريفرز. - مايكل ماكلهاتون بدور روز بولتون. - جون ستهل بدور ريكارد كارستارك. - غويندولين كريستي بدور بريان التارثية. - دين تشارلز تشابمان في دور مارتن لانستر. - تيموثي جيبونز في دور ويليم لانستر. - نوح تايلور بدور لوك. - جيمي ميتشي بدور ستيلشانكس والتون. - ريتشارد دورمر بدور بيريك دونداريون. - بول كاي بدور ثوروس الميري. - فيليب ماكجينلي بدور أنغوي. - أنطون ليسر بدور كيبورن. بن هوكي بدور هوت باي. - دان هيلدبراند بدور كراسنيس مو ناكلوز. - كليفورد باري بدور غريزين مو أولهور. - جورج جورجيو بدور رازدال مو إراز. - إيان مسيلهيني بدور السير باريستان سيلمي. - إد سكري بدور داريو ناهاريس. - ناثالي إيمانويل بدور ميساندي. - جاكوب أندرسون بدور غراي وورم. - مارك كيلين بدور ميرو. - رامون تيكارام بدور بريندال نا غيزن. |

## الحلقات
| ر. الإجمالي | ر. في الموسم | العنوان                       | المخرج         | الكاتب                     | تاريخ العرض الأصلي | عدد المشاهدات (بالمليون) |
| --- | ------------ | ----------------------------- | -------------- | -------------------------- | ------------------ | ------------------------ |
| 21 | 1            | «فالار دوهايرس»               | دانيال ميناهان | ديفيد بينيوف ودي. بي. وايس | 31 مارس 2013       | 4.37                     |
| في الشمال، قائد الحَرس الليلي (مورمونت) يُنقِذُ (سام) ويُعاتِبه كونَه لم يُحذّر المَمالِك من قدوم السائرين البيض، أمّا (جون سنو) يُعلِن ولااءهُ لملك ما وراء السور. وفي "كينغز لاندينغ"، تقومُ (مارغري تيريل) بزيارة دار أيتام خلال إحدى جولاتها في المدينة حيث تقدم الألعاب للأطفال الذين فقدو والديهم في المعركة وتخبرهم أن (جوفري) هو منقذهم. (سلادور سان) هوَ صديقُ السير (دافوس) الذي أنقَذه بعد المعركة وعادَ بِه إلى "دراغونستون" وهناكَ حاولَ مُحاولةً فاشلة لِقتل (ميليساندري) مما أدّى إلى سجنِه على يَد صديقِه (ستانِس). أمّا عن (دينريس) فَتَصِل إلى مدينة "أستابور" وتشتري جيشاً من العبيد المُدربين بكفاءةٍ عالية، كما تضُمّ إلى حاشتها (باريستان سلمي) الذي أنقَذها من إحدى خِدع الدجالين. |              |                               |                |                            |                    |                          |
| 22 | 2            | «أجنحة الظلام، وكلمات الظلام» | دانيال ميناهان | فانسيا تايلور              | 7 أبريل 2013       | 4.27                     |
| مازالت رِحلة (برين) و(جايمي) على أشُدّها نحو "كينغز لاندينغ"، يَسرِق (جايمي) سيفاً ويَدخُلُ في قِتالٍ معها إلى أن يوقِفهُما جنودٌ يحملونَ أعلام آل (بولتون). (روب ستارك) وبعدَ أن وصلته أنباءُ الاستيلاء على "وينترفيل" واختفاء أخويه (بران) و(ريكون) يُحوّل جُلّ اهتمامِه إلى حضورِ جنازَة جدّه ووالِد أمّه (كاتلين) في قَلعةِ "ريفر رن". (آريا) وصَديقَها (هوت باي) و(غيندري براثيون) يتوجّهونَ كذلك إلى "ريفر رن" ولكن يُقبَض عليهم بواسِطة أخوية بلا راية ويذهبون لِحانَةٍ وهُناك تلتقي بـ(ساندور كليغان) الذي يتعرّف عليها فوراً ويكونُ هوَ أيضاً مأسور. و(مارغري تيرل) وجدّتها يُقنِعان (سانسا) بالكَلام عن (جوفري) فتُخبِرها أنّه وحش. أمّا (ثيون غريجوي) يُعذب في مكان غير معلوم. أمّا (بران) فما زالَ يُشاهِد الأحلام الغريبة والغُراب ذو الثلاث عيون، (جوجن) الذي يُشارِك (بران) بأحلامِه الغريبة يُخبِره أنّ لديه مَقدِرة تُمكّنه الدخول لِعَقل الحيوانات والتَحكّم فيها. |              |                               |                |                            |                    |                          |
| 23 | 3            | «مشية العقاب»                 | ديفيد بينيوف   | ديفيد بينيوف ودي. بي. وايس | 14 أبريل 2013      | 4.72                     |
| يَحضُر (روب) و(كاتلين) جنازَة والِدها في "ريفر رن". أمّا في "كينغز لاندينغ" أثناءَ اجتماعِ مَجلِس المَلك، يُعلن (تايوين) أن اللورد (بايليش) سيتزوج الليدي (ليسا أرين) شقيقَة (كاتلين) في حركة استراتيجية وتنصيب (تيريون) خَلَفاً لـِ(باليش). (آريا) وأصدِقائَها ما زالوا عِند الـ"أخوية بلا راية" كم يُقرّر (هوت باي) المكوث في الخان كطاهي. يَصِل الناجون من الحرسِ الليلي إلى منزل (كراستر) حيثُ يَشهدُ (سام) عمليّة ولادة أحد بناتِه ويبيتونَ الليلة هُناك. (ميليساندري) تُغادِر "دراغونستون" لمكانٍ غير مَعروف بحثَاً عن دِماءٍ ملكيّة. (دينريس) تَقبَل شِراء الجنود العَبيد مُقابِل أحد تنانينها. أمّا (جايمي) تُقطَعُ يَدُه من قِبَل الأشخاص الذين أسروهُم بعدَ أن كانَ يُحاوُل مَنعهم من اغتِصاب (برين). |              |                               |                |                            |                    |                          |
| 24 | 4            | «وانتهت حراسته الآن»          | أليكس غريفز    | ديفيد بينيوف ودي. بي. وايس | 21 أبريل 2013      | 4.87                     |
| بعدَ مُحاولة هروبٍ فاشلة يُدرِك (جايمي) أنّه لا شيء بدون يده اليُمنى التي يستخدِمُها للقِتال، وتحثّه (برين) على عدم الاستسلام وفقد الأمل. كما يُخبِر (فاريس) (تيريون) كيف أصبَح مخصيّاً وأنّه الآن لديه الساحر الذي خصاه. وما زال (بران) يرى الغراب ذي الثلاث عيون في منامه. وفي كوخ (كراستر) يقوم بتجويعِ حُرّاس الليل لدرجة أنّ أحدَهُم ماتَ جوعاً فيقتلون (كراستر) ويهرب (سام) مع (جيلي) وابنها. كما تُقاد (أريا) و(غيندري) للكهف السريّ للأخويّة وهُنك بطلُب (ساندور كليغان) مُحاكَمة عن طريق القِتال. وتجتمع (دينريس) مَع التاجِر لاستكما شِراء الجنود العَبيد، وحالما تكتمل الصفقَة تُخبِرهم أنّهم صاروا أحراراً ولهم الحريّة المُطلقة في القتال معها أو الرحيل، بالإضافة لكونِها تسترجِع تِنّينها الذي أراد التاجر أخذه. |              |                               |                |                            |                    |                          |
| 25 | 5            | «قبلته النار»                 | أليكس غريفز    | براين كوغمان               | 28 أبريل 2013      | 5.35                     |
| بِمُساعدة اللورد (باليش)، يَحبِك الخِطط ضدّ آل (تيريل)؛ كما يُقرّر تزويج (تيريون) بـ(سانسا) و(سيرسي) بـ(لوراس) على الرُغمِ من اعتِراض (سيرسي) و(تيريون). (ستانِس) بدوره يَعتَرف لزوجنته بخيانته مع (ميليساندري) وقد أبدَت معرفتها بذلك لوكنّها بقيت صامتة، وانتهما (شيرين) تسلّلت لعندي (دافوس) وتقترح عليه أن تُعلّمه القِراءة. أمّا في كَهفِ الأخويّة، يقتُل (ساندور كليغان) قائدة الأخوية (بيريك دونداريون) في مُحاكمة بالقِتال مما أدّى إلى تحريره، على الرغم من هذا فإن (بيريك) يعودُ للحياة بمقدرة إله النور الذي يؤمن به؛ كما يُقرّر (غيندري) الانضمام للأخوية كحداد، أمّا (آريا) فستعودُ مع (ثوروس) الميريّ إلى "ريفر رن" كفدية للقاء أخيها (روب ستارك). (روب) في "ريفر رن" يُعدِم اللورد (كارستارك) لِقتله صبيَّين من آل (لانستر) وقد تقلّص جيشه إثر ذلك مما جعله يُقرّر أن يعودَ إلى اللورد (فراي) الذي وعده في وقت سابق أن يتزوج إحدى بناته. (جون سنو) لكي يثبت ولائه للهمج ينكث بقسم حرس الليل مع (يغريت)، من جانب آخر، الهمج يقتربون أكثر فأكثر من السور معتمدين على معلومات (سنو). |              |                               |                |                            |                    |                          |
| 26 | 6            | «التسلق»                      | أليك ساخاروف   | ديفيد بينيوف ودي. بي. وايس | 5 مايو 2013        | 5.50                     |
| في "كنيغز لاندينغ"، (تايوين) يُكرِه (أولينا تيريل) على الموافقة على زواج (لوراس) من (سيرسي)، كما يُناقِش (تيريون) و(سيرسي) تداعيات هذا الأمر. تلتقي (ميليساندري) في "ريفر رن" الأخويّة وتشتري (غيندري) صاحِب الدماء الملكيّة لتُضحّي به. أما (روب) بعد وصولِه إلى اللورد (فراي) يُحاول تَرضيته بسبب نكثه للوعد أن يتزوّج إحدة بناتِه، ويعرض عليه أن يقوم عمّه بالزواج من الفتاة التي يُريدُها. أما (روز بولتون) يُخطّط لإرسال (جايمي) إلى العاصمة ولكن (جايمي) يرفض ذلك ولا يتخلّى عن (برين). وفي مكنٍ غير معلوم ما زال (ثيون) يُعذّب على يد مجهول. وفي الشمال، يواصِل (سام) رِحلَته مع (جيلي) وطفلها الرضيع؛ و(جون سنو) يُناقِش مع (يغريت) أمر تَسلّق الجدار والهجوم على القلعة. |              |                               |                |                            |                    |                          |
| 27 | 7            | «الدب والعذراء الجميلة»       | ميشيل ماكلارين | جورج آر. آر مارتن          | 12 مايو 2013       | 4.84                     |
| في الشمال يُخبِر (جوجن) (بران) أن عليهم التوجّه لما وراء الجدار للعثور على الغراب ذي الثلاث عيون، وهو الأمر الذي ترفضه (أوشا). (جون سنو) و(يغريت) تتعمّق علاقتُهما أكثر مما يُثير استياء (أوريل) الذي يقومُ بالإفصاح عن مشاعره لـ(يغريت) تجاهها ولكنّها ترفُضه. (ثيون) يُخصَى ويُقطَع قضيبُه على يد مُعذّبِه المجهول. و(روب) وجيشه يُعسكرون خارج "قلعة فراي" منتظرين زواج العم (إدمور) من (روزاليندا فراي)، كما تثخبِر (تاليسا) (روب) أنّها حامِل. أمّا (آريا) تستطيع الهروب من الأخويّة ولكن يقبِض عليها (كلب الصيد ساندور كليغان). كما يعلم (غيندري) أنّ والده هو (روبرت براثيون) تُخبِره (ميليساندري) بذلك. تغارُ العاهرة (شاي) من (سانسا) وتُخبِر (تيريون) أنّه لن تستمر علاقَتُهما إذا ما تزوّج منها. وتَصِل (دينريس) إلى مدينة "يونكاي" وتلتقي بأحد مسؤولي المدينة وتُخبِره بنيّتها عن تحرير العبيد بدلاً من الهجوم على المدينة ويدخلون في مُفاوضات في هذا. في "هارنهول"، يُغادِر (روز بولتون) إلى قلعة "فراي" لحضورِ حفل الزفاف، بينما يُغادِر (جايمي) المُعسكَر ولكنّه يعود أدراجَه فيجد آل (بولتون) مثتحلّقين حولَ (برين) في مواجهة دب حقيقيّ مسلّحة بسيف خشبيّ فقط، فيقوم (جايمي) بمساعدة (برين) على الصعود، ويتمكن هو بصعوبة من الإفلات من مخالب الدب. يستخدم بعدها (جايمي) نفسه كورقة مفاوضة لأخذ (برين) معه. |              |                               |                |                            |                    |                          |
| 28 | 8            | «أبناء ثانون»                 | ميشيل ماكلارين | ديفيد بينيوف ودي. بي. وايس | 19 مايو 2013       | 5.13                     |
| تمّ زفاف (سانسا) و(تيريون) في هذه الحلقة، وفي غُرفة النوم يُخبِر (تيريون) (سانسا) أنّه لم يلمِسها ما دامت لا تُريد ذلك. يُخبِر (الكلب) (آريا) أنّهم سيذهبان إلى "التوأمان" -حيث يُقام زواج (إدمور) على ابنة (فراي)- ينويّ تسليم (آريا) إلى أخيها (روب) مقابل فدية. وفي "قلعة صخر التنين" يُحرّر (ستانِس) صديقه (دافوس) كما تَصِل (ميليساندري) برفقة (غيندري) وتستخرج منه الدَم الملكي، وعي طِقوسِهم السحريّة يُلقي ستانِس في النار ويذكُر ثلاث أسماء: (روب ستارك)، (بايلون غريجوي)، (جوفري براثيون). وما زال (سام) هارِباً ويهجُم عليه أحد السائرين البيض يُحاول (سام) قتله ولكنّه يفشل المرّة الأولى، فيقوم باستخدام الخِنجَر الذي وجده ويقتله -وهو السلاح الوحيد الذي يقتلهم-، ويستمر مع (جيلي) في السير. |              |                               |                |                            |                    |                          |
| 29 | 9            | «أمطار كاستمير»               | ديفيد نتر      | ديفيد بينيوف ودي. بي. وايس | 2 يونيو 2013       | 5.22                     |
| في الشمال، يَصِل (سام) و(جيلي) إلى الجدار، أمّا (بران) ومجموعَتِه يحتمونَ في أحد الأبراج من العاصفة؛ وقريباً منهم يكون (جون سنو) مع مجموعة الهَمج حيثُ يُخطّطون لقتلِ مُزارعٍ هُناك. يَقع (جون سنو) في ورطة، يُدرِك (بران) ذلك فيقوم باستخدامِ قُدراتِه الخاصّة ليتحكّم بالذئب ويُنقِذ (جون) الذي يَقتُل بدورِه (أوريل). وفي القارّة الأخرى تَهجُم (دينريس) على مدينة "يونكاي" وتنتَصر. اليوم هوَ يوم الزفاف في قلعة (فراي)، يعتذر (روب) من (فراي) ويتظاهر ذاك الأخير بقبول الاعتذار، ويبدأ حفل الزفاف. بعدَ مضيّ بعض الوقت يهجم آل (فراي) على آل (ستارك) ويقتلون (روب) وزوجته (تاليسا) ووالدته (كاتلين). تَصِل (آريا) و(كليغان) في ذاتِ الوقت ويشهدان جُزءاً من المجزرة، يفهَم (كليغان) ما يحدُث فيُسارِع بالهرب مع (آريا) إلى بر الأمان. |              |                               |                |                            |                    |                          |
| 30 | 10           | «ميسا»                        | ديفيد نتر      | ديفيد بينيوف ودي. بي. وايس | 9 يونيو 2013       | 5.39                     |
| بعدَ أن يُقتَل رجال آل (ستارك) يُعيّن (فراي) مأموراً لهم في الشمال مما يعني انتصار آل (لانستر) في المعركة بِحُكم آل (فراي) تابِعين لهم، كما يُعرَف المُعذّب المجهول لـ(ثيون) إنّه نَغل (روز بولتون) (رامزي سنو)؛ وقد بدأت (يارا) شقيقة (ثيون) بحملةٍ عسكريّة لتحرير أخيها وذلك بعد أن بعثَ لهم (رامزي) طرداً يحوي على قضيب (ثيون) المقطوع وهدّدهم أن يسحَبوا جميع جيوشِهم من المنطِقة أو سيبعث لهم أعضاءً أُخرى. أثناء هُروب (آريا) و(الكلب) تستمع (آريا) لحديثٍ لرجال من (فراي) يتكلّمون به عن أخيها (روب)، فتقوم (آريا) بقتل أحدهم ويتكفّل (الكلب) بالباقي ويُكملون مَسيرهم. (جايمي) يَصِل أخيراً على العاصِمة مع (برين)، و(جوفري) سعيدٌ جداً بمقتلِ (روب) ويُفكّر بتقديم رأسِه هديّة لـِ(سانسا) على زواجِها. في الشَمال، يعبر (بران) ومجموعته الجِدار للبحثِ عن الغُراب ذي الثلاث عيون؛ كما يَصِل (سام) إلى القلعة حيثُ يُرسِل الغِربان لتحذير القارّة من وصون السائرين البيض؛ تُدرِك (يغريت) أن (جون) خائِن بتقوم بإطلاقِ سِهامٍ نحوه ولكنّه يَنجو ويقع عند باب القلعَة فيراه (سام) ويعتني بِه. (ستانِس) تَصِله رسالة من الحُرّاس يَطلبون النجدة منه فيُخطّط للذهاب لِهُناك، كما يقوم (دافوس) بتحرير (غيندري) ويُرسِله على متنِ قاربٍ إلى مكان مجهول، فينوي (ستانِس) قَتله ولكن (ميليساندري) تُنقذه، بالَافة لكونِ (ستانِس) و(ميليساندري) يعتقدون أن موت (روب) له علاقة بما فَعلوه من السِحر، وأن إيمانهم بإله النور أتى بثماره. وفي القارّة الأخُرى تزداد شعبيّة (دينريس) بعد أن حرّرت النزيد من العبيد. |              |                               |                |                            |                    |                          |

## الاستقبال الجماهيري

### استقبال النُقّاد
لقيَ الموسم الثالث نجاحاً أكثَرَ مما حقّقه المسلسل في موسميه الأول والثاني، ففي موقع ميتاكريتيك أعُطيَ درجة 90 على أساس 25 مُراجعاً.

### نسب المُشاهدة
| الموسم | الموسم | رقم الحلقة | رقم الحلقة | رقم الحلقة | رقم الحلقة | رقم الحلقة | رقم الحلقة | رقم الحلقة | رقم الحلقة | رقم الحلقة | رقم الحلقة | المتوسط |
| الموسم | الموسم | 1          | 2          | 3          | 4          | 5          | 6          | 7          | 8          | 9          | 10         | المتوسط |
| ------ | ------ | ---------- | ---------- | ---------- | ---------- | ---------- | ---------- | ---------- | ---------- | ---------- | ---------- | ------- |
|        | 1      | 2.22       | 2.20       | 2.44       | 2.45       | 2.58       | 2.44       | 2.40       | 2.72       | 2.66       | 3.04       | 2.52    |
|        | 2      | 3.86       | 3.76       | 3.77       | 3.65       | 3.90       | 3.88       | 3.69       | 3.86       | 3.38       | 4.20       | 3.80    |
|        | 3      | 4.37       | 4.27       | 4.72       | 4.87       | 5.35       | 5.50       | 4.84       | 5.13       | 5.22       | 5.39       | 4.97    |
|        | 4      | 6.64       | 6.31       | 6.59       | 6.95       | 7.16       | 6.40       | 7.20       | 7.17       | 6.95       | 7.09       | 6.84    |
|        | 5      | 8.00       | 6.81       | 6.71       | 6.82       | 6.56       | 6.24       | 5.40       | 7.01       | 7.14       | 8.11       | 6.88    |
|        | 6      | 7.94       | 7.29       | 7.28       | 7.82       | 7.89       | 6.71       | 7.80       | 7.60       | 7.66       | 8.89       | 7.69    |
|        | 7      | 10.11      | 9.27       | 9.25       | 10.17      | 10.72      | 10.24      | 12.07      | غ/م        | غ/م        | غ/م        | 10.26   |
|        | 8      | 11.76      | 10.29      | 12.02      | 11.80      | 12.48      | 13.61      | غ/م        | غ/م        | غ/م        | غ/م        | 11.99   |

## روابط خارجية
- صراع العروش، الموسم 3 على موقع ميتاكريتيك (الإنجليزية)
- صراع العروش، الموسم 3 على موقع روتن توميتوز (الإنجليزية)